# Дакич, Божидар
Божидар Дакич (сербохорв. Божидар Дакић / Božidar Dakić; 3 января 1909, Клипино-Брдо — ноябрь 1941, Загреб) — югославский партизан, участник Гражданской войны в Испании и Народно-освободительной войны Югославии. Занимал должность секретаря Загребского горкома Коммунистической партии Хорватии. Народный герой Югославии.

## Биография
Родился 3 января 1909 года в селе Клипино-Брдо близ Войнича. Родом из бедной сельской семьи. В детстве жил с матерью, рано начал работать в поле. Успел окончить всего три класса средней школы, после чего в возрасте 14 лет отправился работать в пекарню в Войниче. Позднее работал в пекарнях городов Крняк, Слунь и Карловац. В возрасте 18 лет вступил в Объединение рабочих синдикатов Югославии, поскольку не выносил условий работы в пекарне и готовы был чего-либо потребовать. Оказывал помощь кожевникам и пекарям Карловаца, долгое время работал в Дугой-Реси и даже устроил там забастовку. Вскоре его призвали в Югославскую королевскую армию, где Божидар отслужил положенный срок и даже привлёк к своей деятельности солдат, работавших на полевой кухне.
После возвращения из армии Дакич продолжил свою революционную деятельность в городе, организовывая постоянные стачки. В 1934 году его приняли в Союз коммунистов Югославии. Полиция по приказу властей подавляла все возможные выступления коммунистов и даже арестовала Божидара: суд приговорил его к 30-дневному аресту и пожизненному изгнанию из города. Изгнанный Божидар ушёл в родное село, где его снова арестовали и посадили под арест в Вукманице на 60 дней. После освобождения Божидар вернулся в Карловац и организовал там забастовки железнодорожных работников (была перекрыта дорога в Войнич), кожевников (она продлилась пять дней), но был опять изгнан из города. В Загребе подобные попытки не увенчались успехом, и ему пришлось устроиться на работу каменщиком. В 1936 году он покинул город и отправился странствовать по городам Югославии в поисках работы, но ни в Винковцах, ни в Сараево, ни в Белграде его не приняли.
В июле 1936 года, когда началась гражданская война в Испании, Божидар был призван в ряды Интернациональных бригад и отправился в Испанию оказывать помощь республиканцам. Однако Республика потерпела поражение, а Дакича отправили в концлагерь во Франции и затем переправили в Германию. В начале 1941 года ему удалось сбежать оттуда, но Дакич прибыл уже не в родное Королевство Югославия, а в оккупированную немцами и итальянцами и раздробленную страну. Нелегально прибыв в Загреб, он тут же начал готовить вооружённое выступление в стране. Дакича назначили секретарём Загребского горкома партии и поручили ему проводить диверсионные акты в городе. 9 ноября 1941 года во время выполнения задания Божидар попался в руки усташей. При аресте он оказал сопротивление: Дакичу удалось выхватить револьвер и выстрелить несколько раз. В результате драки был убит один усташ, двое получили ранение. Божидар попытался сбежать, но его скрутили. Под пытками он отказался выдавать кого-либо из своих соратников и даже называть своё имя. Не добившись ничего, усташи в один из ноябрьских дней убили Дакича.
27 апреля 1946 года Божидару Дакичу указом Президиума Народной скупщины Югославии было посмертно присвоено звание Народного героя Югославии.